# Молунат
Молуна́т (хорв. Molunat) — село на берегу Адриатического моря, самый южный населённый пункт Хорватии. Население — 217 чел. (на 2011 г.).
Село расположено в исторической области Далмация в 38 км на от Дубровника. Наряду с Цавтатом Молунат единственные населённые пункты общины Конавле, что расположены на берегу моря. Село расположено на месте, где полуостров возвышается подобно молоту в море. Перед побережьем расположены две гавани.

## Название
Молунат носит имя в честь одноименного полуострова, который был назван в честь греческого слова molos, что в переводе значит порт либо бухта.

## Экономика
Экономика Молунат основана на туризме, гостеприимстве и рыбалке. В деревне есть несколько небольших пляжей.

## Ссылки

Спутниковый снимок Молуната